# Ematurga aestiva
Ematurga aestiva là một loài bướm đêm trong họ Geometridae.